# ダッソー ファルコン 7X
ファルコン 7X
ロシア航空のファルコン 7X
- 用途：ビジネスジェット
- 分類：旅客機
- 製造者：ダッソー・アビアシオン
- 初飛行：2005年5月5日
- 運用状況：運用中
- ユニットコスト：5,000万 USドル

ダッソー ファルコン 7X (Dassault Falcon 7X)は、フランスのダッソー・アビアシオンが生産・販売している大型・長距離のビジネスジェット。ダッソー ファルコンシリーズのフラッグシップ機であり、2005年のパリ航空ショーで最初に公開された。

## 開発
ファルコン7Xは、現在までに165機以上を受注している。2007年4月27日に連邦航空局(FAA)と欧州航空安全局(EASA)の双方から型式証明を受けており、最初の機体であるMSN05は、2007年6月15日に運用を開始した。
2001年の時点で、ファルコン7Xの価格はおよそ3千5百万ドルであり、長距離・大型キャビンで競合するガルフストリーム G550やボンバルディア グローバル・エクスプレスに比べて、およそ1千万ドル安かった。2008年時点での価格はおよそ5千万ドルである。

## 設計

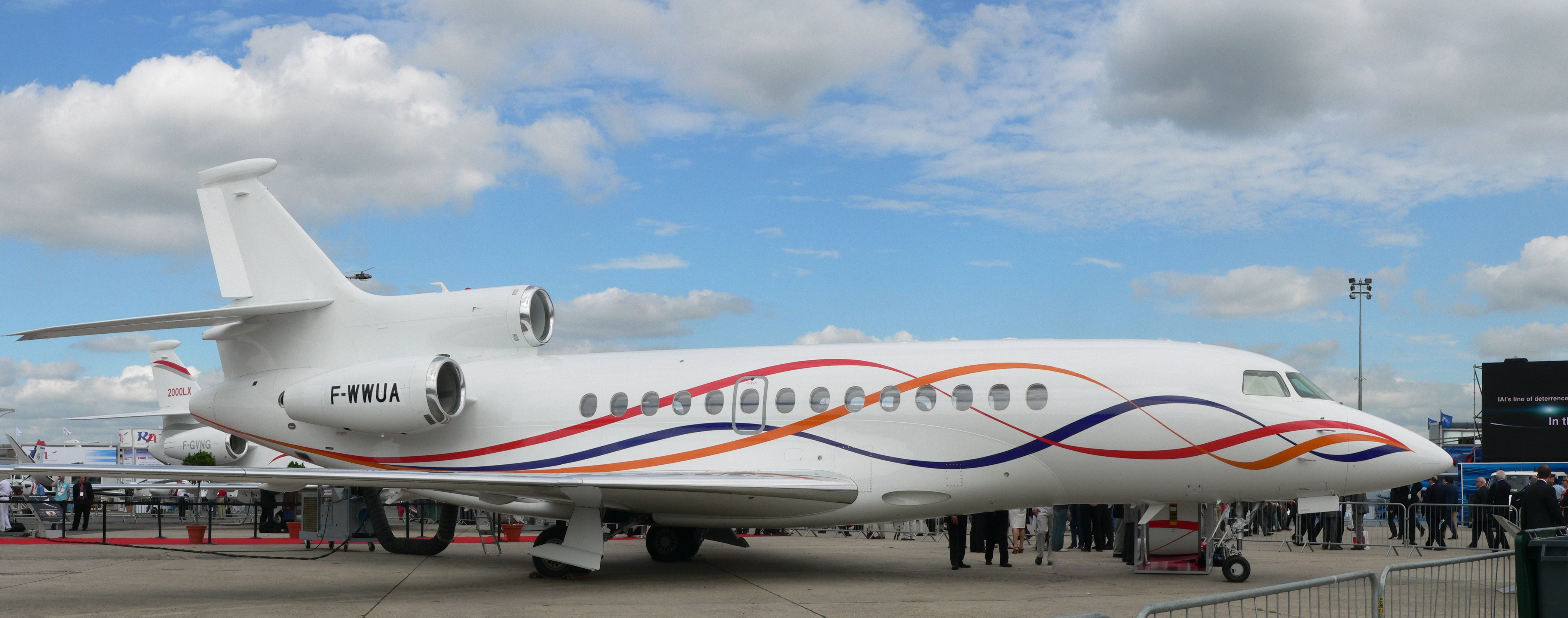
パリ、ル・ブルジェで展示されるファルコン 7X

ファルコン7Xは、初の完全なフライ・バイ・ワイヤによるビジネスジェットであり、サイドスティック方式の操縦桿を採用している。アビオニクスにはハネウェルによる「拡張アビオニクスシステム(Enhanced Avionics System, EASy)」であるPrimus EPICを装備しており、これはファルコン900EXや、後のファルコン2000EX EASyで使用されたものである。
機体は胴体と主翼が延長されているが、キャビンの断面はファルコン 900LXやファルコン 2000S/LXSと共通している。パリから東京までノンストップで飛行できる優れた航続距離に加えてノイズレベルも低く、同クラス機に比べて20%多くの飛行場で運用できる。
コンピュータ支援設計を広く活用したことでも特筆すべきである。ダッソー・システムズのCATIAと商品ライフサイクルマネジメント製品が使用され、メーカーは「仮想プラットフォームで完全に設計された最初の航空機」であると主張している。
S字ダクトの中央エンジンを有することも珍しい。現在生産されている3発ジェット機は、本機とファルコン900の2種類だけである。また、ファルコンシリーズとして初めてウィングレットを装備した。

## 運用国

### 軍用
- オーストラリア - 2024年時点で、オーストラリア空軍が3機のファルコン7Xを保有[8]。
- ベルギー - 2024年時点で、ベルギー空軍が2機のファルコン7X（リース機）を保有[9]。
- エクアドル - 2024年時点で、エクアドル空軍が1機のファルコン7Xを保有[10]。
- フランス - 2024年時点で、フランス空軍が2機のファルコン7Xを保有[11]。
- ギリシャ - 2024年時点で、ギリシャ空軍が1機のファルコン7Xを保有[12]。
- ハンガリー - 2024年時点で、ハンガリー空軍が2機のファルコン7Xを保有[13]。
- インドネシア - 2024年時点で、インドネシア空軍が1機のファルコン7Xを保有[14]。
- ナイジェリア - 2024年時点で、ナイジェリア空軍が2機のファルコン7Xを保有[15]。

## 仕様 (ファルコン7X)
- 乗員 - 3名（機長、副操縦士と客室乗務員1名）
- 搭乗可能乗客数 - 最大12名
- 全長 - 23.19 m (76 ft 1 in)
- 全幅 - 26.21 m (86 ft)
- 全高 - 7.863 m (25 ft 8 in)
- 翼面積 -  70.7 m2 (761 ft2)
- 自重 - 15,456 kg (34,072 lb)
- 積載量 - 15,843 kg (34,928 lb)
- 最大離陸重量 - 31,299 kg (69,000 lb)
- 離陸距離 -1,678m (5,505ft)
- 着陸距離 - 2,262 ft
- エンジン - プラット・アンド・ホイットニー・カナダ PW307A
- 推力 - 28.46 kN (6,400 lbf)
- 最大速度 - 953 km/h (515 knots, 593 mph)
- 巡航速度 - 900 km/h (486 knots, 559 mph)
- 航続距離 - 11,019 km (5,950 nm、乗客 8名)
- 上昇限度 -  15,545 m (51,000 ft)
- アビオニクス - ファルコン EASy

## 参照
1. 1 2  "Falcon 7X enters service." Flight Daily News. 2007年6月18日.
2. ↑  Deagel.com news.  "Falcon 7X Gets Full EASA and FAA Type Certification", April 27, 2007.  Accessed 6 February 2009.
3. ↑  "Falcon 7X Trades Unwanted Range For a Price Tag Lower by $10 Million Archived 2009年1月31日, at the Wayback Machine.". Business & Commercial Aviation. 2001.
4. ↑  J. Mac McClellan. “Falcon 7X”. Flying Magazine. 2008年9月28日閲覧。
5. ↑  "http://www.aerospace-technology.com/projects/dassault-7x/"
6. ↑  『航空ファン』No.735 2014年 文林堂
7. ↑  "Falcon 7X Jet Becomes First Aircraft Entirely Developed on Virtual Platform", edmpdm.de, 24 May 2004.
8. ↑  IISS 2024, p. 248.
9. ↑  IISS 2024, p. 74.
10. ↑  IISS 2024, p. 432.
11. ↑  IISS 2024, p. 94.
12. ↑  IISS 2024, p. 102.
13. ↑  IISS 2024, p. 104.
14. ↑  IISS 2024, p. 275.
15. ↑  IISS 2024, p. 511.